# Critique a Lin, critique a Confucio

Un cartel de 1974 de Zhang Yan (张延). Dice "Critique a Lin, critique a Confucio; es el asunto más importante para todo el partido, todo el ejército y la gente de todo el país".

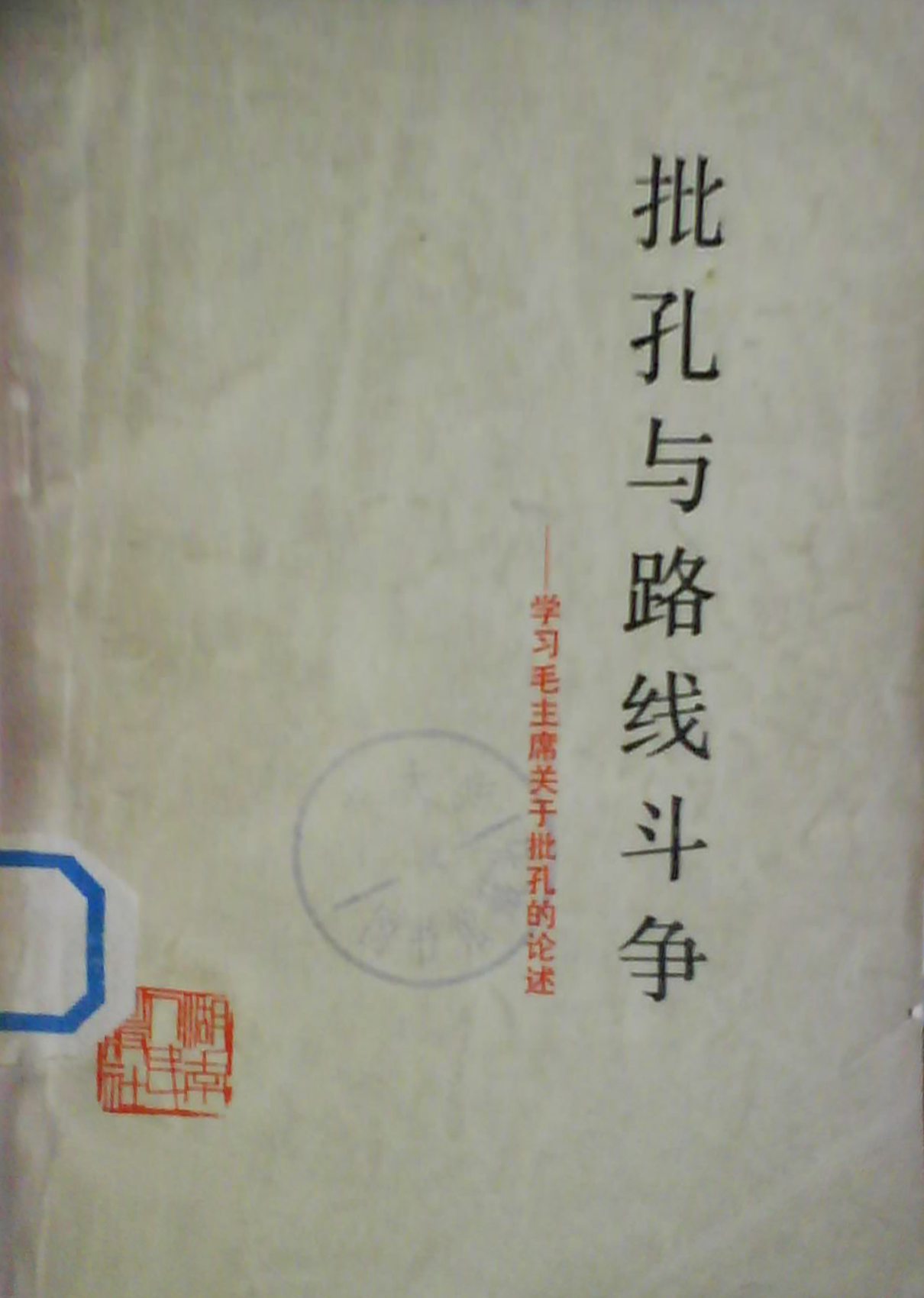
Un viejo libro de "Critique a Lin, critique a Confucio”

Critique a Lin (Biao), Critique a Confucio (en chino tradicional, 批林批孔運動; en chino simplificado, 批林批孔运动; pinyin, pī Lín pī Kǒng yùndòng; también llamada campaña anti-Lin Biao, anti-Confucio) fue una campaña de propaganda política iniciada por Mao Zedong y su esposa, Jiang Qing, líder de la Banda de los Cuatro. Duró desde 1973 hasta el final de la Revolución Cultural, en 1976. La campaña produjo interpretaciones maoístas detalladas de la historia de China, y fue utilizada como herramienta por la Banda de los Cuatro para atacar a sus enemigos.
La campaña continuó en varias fases, comenzando como un intento académico de interpretar la historia de China de acuerdo con las teorías políticas de Mao. En 1974, la campaña se unió a otra campaña preexistente para atacar a Lin Biao, quien supuestamente había intentado asesinar a Mao en un fallido golpe de Estado antes de su muerte en 1971. A principios de 1975, la campaña se modificó para atacar indirectamente al primer ministro de China, Zhou Enlai, y a otros altos líderes chinos. A mediados de 1975, la Banda de los Cuatro introdujo el debate sobre A la orilla del agua como una herramienta para atacar a sus enemigos. Tan solo terminó la campaña en 1976, la Banda de los Cuatro fue arrestada, poniendo fin a la Revolución Cultural.

## Etapas de la campaña
Los eventos que ocurrieron durante la campaña "Critique a Lin, critique a Confucio" fueron "complejos y a menudo confusos", pero pueden identificarse como ocurridos a través de cuatro fases principales. La primera fase de la campaña comenzó después de la 1a Sesión Plenaria del X Comité Central del PCCh, en 1973. Después de esta sesión, Mao alentó las discusiones públicas centradas en criticar a Confucio y el confucianismo, y en interpretar aspectos de la sociedad histórica china dentro de una perspectiva teórica maoísta . Estos debates iniciales se centraron en interpretar los temas de la esclavitud, el feudalismo y la relación entre confucianismo y legalismo según las teorías sociales publicadas por Mao y Karl Marx .
Entre finales de 1973 a principios de 1974, inició la segunda fase de la campaña, cuando los principales críticos de Confucio eran las masas. Las universidades organizaron cursos especiales, preparando un programa de crítica de ciertas disposiciones de Confucio utilizadas por Lin Biao. En estos cursos se formaron decenas de miles de obreros y campesinos, engrosando las filas de "teóricos marxistas".
Los ataques a Confucio se fusionaron con una campaña preexistente para criticar a Lin Biao. Con el despliegue de la campaña quedó claro que "las críticas a Lin Biao y Confucio" no estaban dirigidas tanto contra los "enemigos del pasado" sino contra los "enemigos de hoy". Durante esta fase, la imagen de Mao se identificó con la del primer emperador de China, Qin Shihuang (glosado como un legalista anti-confuciano). Se le dio un elogio hiperbólico a Qin basado en su asociación popular con Mao. En el artículo "Qué clase de hombre es Confucio", publicado en el séptimo número de la revista Bandera Roja en 1974, pinta un retrato del antiguo sabio que recuerda al lector a Zhou Enlai.
A partir artículos del Diario del Pueblo, el investigador ruso Leo Delyusin creía que los lugareños que formaban parte de la campaña "critique a Lin Biao, critique a Confucio" la sabotearon. Estaba claro que Pekín no estaba satisfecho con el progreso de la campaña, y de vez en cuando Pekín escuchó quejas y acusaciones de quienes intentaron cambiar la dirección de la campaña y darle una forma diferente, objetivos diferentes. Los intentos de interrumpir y distorsionar el significado de la campaña contra Lin Biao y Confucio se combinaron con una declaración pública formal sobre la importancia de la campaña y, en la práctica, limitarla y abordar casos específicos.
Con el pretexto de criticar las ideas de la educación de Confucio, Tang Xiaowen en el artículo "¿Fue Confucio un educador popular?", atacó a quienes se alejaron de los ideales de la "revolución cultural". Trató de probar que en el dicho de Confucio todo "contenía significado de clase", y tenía un efecto perjudicial sobre la organización del sistema educativo, sirviendo como base de la línea revisionista. Al declarar que "Confucio albergaba un odio feroz por los cambios sociales de la época", el autor atribuyó a Confucio la intención "de hacer que todos los esclavos de China sean obedientes y sumisos". En su escuela, Confucio "recogió a los estudiantes con la intención de formar a hombres 'humanos', 'útiles', 'nobles', 'virtuosos' que se adhieran estrictamente a las órdenes de la dinastía Zhou", y habiendo logrado el éxito en sus estudios, "fueran funcionarios que promovieran así restaurar el sistema esclavista del Zhou Occidental". En la crítica a las escuelas privadas establecidas por Confucio encaminadas a restaurar el antiguo orden, el lector chino encontró los rasgos familiares de la "línea política reaccionaria en el campo de la educación".
La tercera fase comenzó después de que Zhou Enlai reorganizara el Consejo de Estado de la RPCh durante el IV Congreso Nacional del Pueblo, en enero de 1975. En el Congreso Popular, Zhou Enlai volvió a trabajar con muchos que habían sido purgados durante la fase de la Revolución Cultural de 1966-1969. En comparación con la primera etapa de la "revolución cultural", los líderes rehabilitados encabezados por el primer ministro Zhou Enlai ya tenían suficiente influencia en el centro. Sintiendo un fuerte apoyo de sus partidarios el 31 de enero de 1974 en la reunión ampliada del Politburó, pudo pedir enérgicamente que no se involucrara a las fuerzas armadas en una campaña "cuatro grandes libertades", a saber, escritura, libre expresión de opiniones y discusiones extensas y crítica general. Debido a que habían apoyado la purga de muchos veteranos de carrera del Partido Comunista durante la Revolución Cultural temprana, la Banda de los Cuatro se opuso a los esfuerzos de Zhou y comenzó a utilizar la campaña para criticar sutilmente a Zhou y sus políticas.
La cuarta y última fase de la campaña coincidió con la enfermedad y hospitalización de Zhou. Después de que la campaña de 1974 "critique a Lin Biao, critique a Confucio" alcanzó su clímax, y pronto disminuyó. A partir del verano de 1975, la Banda de los Cuatro desplegó una nueva campaña, introduciendo debates públicos sobre A la orilla del agua y la "guerra contra el empirismo" como una herramienta para criticar a Zhou y sus otros enemigos, notablemente Deng, que marcó "las críticas a Confucio". " Deng Xiaoping luego asumió muchas de las responsabilidades de Zhou, actuando como primer ministro en ausencia de Zhou hasta que Deng fue nuevamente purgado, en 1976. Después de la muerte de Mao, la Banda de los Cuatro también dirigió la campaña contra Hua Guofeng, quien fue nombrado sucesor de Mao. La campaña terminó con el arresto de Hua de la Banda de los Cuatro, en octubre de 1976.
En contraste con la Unión Soviética, donde el ateísmo militante fue enseñado durante décadas a varias generaciones de ciudadanos, la campaña "Critique a Confucio" duró un total de no más de dos años y no pudo socavar por completo el núcleo cultural de la civilización confuciana. Cuando Deng Xiaoping regresó al poder unos años después, en busca de apoyo ideológico para las reformas planeadas, hizo un llamamiento a los eruditos confucianos y encontró comprensión entre los chinos que mantenían la misma fe en los ideales confucianos. 
La campaña "Critique a Lin, Critique a Confucio" fue utilizada como una herramienta política por la Banda de los Cuatro, pero produjo un intento genuino de interpretar la sociedad histórica china dentro del contexto de las teorías políticas de Mao. Los teóricos maoístas intentaron usar lo que sabían sobre la cultura de Dawenkou de la Edad de Piedra para producir evidencia de que una sociedad esclavista había existido en la historia china, tal como lo había descrito Mao. Estos teóricos maoístas utilizaron los patrones recurrentes de revueltas campesinas, que han ocurrido a lo largo de la historia de China, como evidencia de que la gente común había rechazado constantemente tanto el feudalismo como la ideología confuciana que lo apoyaba. Después de sus denuncias mordaces del confucianismo, los teóricos radicales intentaron interpretar toda la historia china como un largo episodio de conflicto entre las fuerzas del confucianismo y el legalismo, e intentaron identificarse como legalistas modernos.